# Protelater
Protelater là một chi bọ cánh cứng trong họ 
Elateridae.
Chi này được miêu tả khoa học năm 1877 bởi Sharp.

## Các loài
Các loài trong chi này gồm:
- Protelater atriceps Broun, 1886
- Protelater costiceps Broun, 1893
- Protelater diversus Broun, 1912
- Protelater elongatus Sharp, 1877
- Protelater guttatus Sharp, 1877
- Protelater huttoni Sharp, 1877
- Protelater nigricans Sharp, 1881
- Protelater opacus Sharp, 1877
- Protelater picticornis Sharp, 1877
- Protelater pubescens Broun, 1893
- Protelater urquharti Broun, 1893
- Protelater vitticollis Broun, 1886